# Gorzka zemsta
Gorzka zemsta (hiszp. Pasión de Gavilanes) – kolumbijska telenowela z 2003 roku.
Serial został wyemitowany m.in. w Kolumbii przez „Caracol TV”.

## Wersja polska
W Polsce telenowela była emitowana w telewizji TVN i TVN 7. Opracowaniem wersji polskiej dla TVN zajęło się ITI Film Studio. Autorką tekstu była Barbara Włodarek. Lektorem serialu był Mirosław Utta.

## Obsada
- Danna García: Norma Elizondo Acevedo de Escandón – jedna z sióstr Elizondo. Miłość Juana.
- Mario Cimarro: Juan Reyes Guerrero
- Paola Andrea Rey: Jimena Elizondo Acevedo
- Juan A. Baptista: Oscar Reyes Guerrero
- Natasha Klauss: Sara "Sarita" Elizondo Acevedo
- Jorge Cao: Martin Acevedo
- Michel Brown: Franco Reyes Guerrero
- Ana Lucía Domínguez: Libia Reyes Guerrero/Ruth Uribe Santos
- Zharick León: Rosario Montes
- Kristina Lilley: Gabriela Acevedo de Elizondo
- Gloria Gómez: Eva Rodríguez
- Juan Sebastián Aragón: Armando Navarro
- Juan Pablo Shuk: Fernando Escandón
- Lorena Meritano: Dinorah Rosales
- Leonelia González: Belinda Rosales
- Lady Noriega: Pepa "Pepita" Ronderos
- Pedro Roda: Olegario

## Opis fabuły
Telenowela opowiada o losach trzech ubogich, bardzo zgranych braci: Juana, Oscara i Franca, ich siostry Libii oraz trzech sióstr: Normy, Jimeny i Sary.
Siedemnastoletnia Libia spotyka się ze znacznie starszym, bogatym mężczyzną, Bernardem Elizondo, który obiecuje jej ślub. Nie mówi jednak, że ma żonę i trzy córki, Normę, Jimenę i Sarę, które chce zostawić dla dziewczyny. Kilka dni przed ślubem ginie w wypadku. Jego kochanka dowiaduje się o tragedii z artykułu w gazecie, w którym znajduje się także mowa o rodziny zmarłego. Poczuwszy się oszukana skacze z mostu. Zrozpaczeni bracia postanawiają zemścić się na rodzinie miliardera za samobójstwo ich jedynej siostrzyczki, uwodząc i potem porzucając jego córki. W tym celu udają murarzy, którzy mieli za zadanie zbudować dom dla jednej z nich, Normy, i jej ówczesnego męża, Fernanda. Jednak z zemsty nic nie wychodzi gdy Juan, Oscar i Franco powoli zakochują się w dziewczętach. Na drodze do ich szczęścia staje córka znajomych wdowy – Dinorah Rosales.

## Główni bohaterowie
Juan Reyes – najstarszy z braci. Przystojny, silny, twardo stąpający po ziemi realista. Czuje się odpowiedzialny za rodzeństwo po śmierci rodziców. Oscar i Franco wiedzą, że mogą zawsze na niego liczyć. Zakochany z wzajemnością w Normie, z którą ma syna – Juana Davida. Jego związek z Normą napotka wiele kłopotów, ale w końcu będą szczęśliwi.
Oscar Reyes – zawsze zależało mu na bogactwie. Jednak nie dążył do celu po trupach, dla niego zawsze najważniejsza była rodzina. Zakochany z wzajemnością w Jimenie Elizondo.
Franco Reyes – najmłodszy z braci. Jest z nich również najprzystojniejszy i przeszedł przez wiele toksycznych związków, przez co ma opinię kobieciarza. Jednak na końcu zakochuje się na zabój w Saricie Elizondo, z którą bez żadnych przeszkód bierze ślub.
Norma Elizondo – elegancka i wyrafinowana. Została zgwałcona, przez co trudno jej było zbliżyć się do któregokolwiek z mężczyzn, nawet swego męża Fernanda do czasu gdy poznała Juana Reyesa. Jak wszystkie pozostałe siostry jest bardzo wierna swemu dziadkowi, zwierza mu się ze swoich tajemnic i kocha nad życie. Jest gotowa poświęcić swoje życie by bronić Sary i Jimeny.
Jimena Elizondo – roztropna, wesoła, nieco lekkomyślna. Niezwykle ufna. Miewa bardzo szalone pomysły. Po tym, jak zostaje oszukana przez Franca wiąże się z Oscarem i bierze z nim potajemny ślub. Są niezwykle szaloną parą
Sara Elizondo – z początku skrywała swoje uczucia i była najpoważniejsza z sióstr. Tuż po poznaniu braci najbardziej znienawidziła Franca Reyesa. Jako jedyna nie była postrzegana przez mężczyzn jako obiekt westchnień. Jednak postanowiła się zmienić, gdy najmłodszy z braci wyrzucił jej podczas jednej z wielu kłótni, odbywających się na początku znajomości, że jest brzydka i nie ma za grosz wdzięku. Zawsze była wierna, lojalna wobec swojej matki dopóki nie zakochała się we Francu z wzajemnością. Związek z chłopakiem odmienił jej życie, charakter.